# کلارک چاپمن
کلارک چاپمن (انگلیسی: Clarke Chapman) شرکت مهندسی بریتانیایی است، که در سال ۱۸۶۴ تأسیس شد.